# Gerhard Ernst Merk
Gerhard Ernst Merk (* 8. Mai 1931 in Mannheim; † 24. November 2020 in Siegen) war ein deutscher Wirtschaftswissenschaftler, Sozialethiker und Lehrbuchautor.

## Leben
Gerhard Ernst Merk legte am Tulla-Realgymnasium seiner Heimatstadt das Abitur ab und studierte zunächst in Heidelberg Volkswirtschaftslehre, besuchte daneben aber auch Lehrveranstaltungen in Geschichte, Latein, Soziologie und Theologie. Dem Abschluss als Diplom-Volkswirt 1955 und der Promotion im Fach Wirtschaftstheorie 1956 schloss er ein Studium der Wirtschaftspädagogik in der Universität Mannheim an, wo er 1957 den Grad eines Diplom-Handelslehrers erwarb.
Von 1958 bis 1964 war Gerhard Merk in der Fachabteilung Marktforschung der Konzernleitung Fried. Krupp in Essen tätig. Daneben unterrichtete er das Fach Volkswirtschaftslehre an der werkseigenen Berufsschule. Gerhard Merk schrieb in dieser Zeit mehrere Arbeiten zur Marktforschung. Sein Buch Wissenschaftliche Marktforschung (1962) versuchte erstmals, die Marktforschung als eigenständige Disziplin im Rahmen der Wirtschaftswissenschaften zu begründen; dieses Werk gilt heute weithin als Geburtsurkunde der akademischen Marktforschungslehre im deutschsprachigen Raum.
Anschließend war Gerhard Merk als Dozent für Volkswirtschaftslehre an der Höheren Wirtschaftsfachschule Siegen und deren Nachfolgeinstitution, der Fachhochschule Siegen-Gummersbach tätig. 1972 wurde er als Professor in die inzwischen neu gegründete Universität Siegen übernommen. Dort lehrte er bis zu seiner Pensionierung und blieb danach weiterhin ohne Bezahlung der Lehre verbunden.
Gerhard Merk war seit 1964 mit der Apothekerin Martha Merk-Jansen aus Aachen († 30. Juni 2010) verheiratet. Das Paar hatte zwei Kinder und sechs Enkel.

## Wirken
Dr. Gerhard Merk war ein Gründungsmitglied und fungierte als erster Vorstand von Oktober 1962 bis November 1970 im Institut für wissenschaftliche Marktforschung e. V. mit Sitz in Essen (Amtsgericht Essen VR 1577). Innerhalb des Institutes veröffentlichte er mehrere Zeitschriftenbeiträge und 1962 das Buch Wissenschaftliche Marktforschung mit 155 Seiten (Verlag Dunker & Humblot).
Gerhard Merk beschäftigte sich in Lehre und Forschung immer wieder mit den logischen Grundlagen der Sozialwissenschaften. Sein 1985 erschienenes Lehrbuch Grundbegriffe der Erkenntnislehre für Ökonomen wurde durchweg beifällig aufgenommen und fand weite Verbreitung.
Angeregt nicht zuletzt durch Angriffe gegen die Grundaussagen der Wirtschaftslehre seitens vieler Studierender um das Jahr 1968, untersuchte Gerhard Merk den Aussagegehalt des Begriffes „Wohlstand“ und dessen nur rein quantitative Messung im Sozialprodukt. Er schlug vor, Güter von Ungütern zu unterscheiden und stufte die letzteren als solche ein, die jetzt oder später den Menschen Schaden zufügen.
Ein weiterer Schwerpunkt der wissenschaftlichen Arbeit von Gerhard Merk lag auf der Geldtheorie und Geldethik. Er gab von 1977 bis 1980 das in Deutsch und Englisch geschriebene Jahrbuch Acta Monetaria zusammen mit zwei deutschsprachigen und zwei englischsprachigen Kollegen heraus. Hier zeigte Gerhard Merk in eigenen Beiträgen auf, dass eine Inflation neben verschiedenen Ursachen auch unterschiedliche Wirkungen hat, die er anhand einzelner Geldfunktionen jeweils eigens herausarbeitete.
Seit 1978 beschäftigte sich Gerhard Merk eingehend mit dem Leben und Werk des Siegerländer Universalgelehrten Johann Heinrich Jung-Stilling (1740–1817). Er gründete die Jung-Stilling-Gesellschaft e. V., die ab nun mehrere, verstreut an Jung-Stilling arbeitende Persönlichkeiten bündelte. Er selbst veröffentlichte eine Biographie über Jung-Stilling mit dem Titel Jung-Stilling. Ein Umriß seines Lebens (sie erschien 2017 in fünfter Auflage und wurde auch ins Niederländische sowie ins Russische übersetzt) und gab fünfzehn Schriften von und über Jung-Stilling heraus. Darüber hinaus fasste Gerhard Merk in zwei Zitatensammlungen das ökonomische (Jung-Stilling-Lexikon Wirtschaft) und theologische (Jung-Stilling-Lexikon Religion) Denken von Jung-Stilling zusammen.

## Ehrungen und Auszeichnungen
Gerhard Merk wurde zu seinem 50. Geburtstag 1981 mit einer Festschrift geehrt, zu der zwölf Fachleute aus sieben Ländern beitrugen: Gold. Rohstoff – Hortungsobjekt – Währungsmetall. Dieses Fachbuch blieb lange Zeit ein viel benutztes Auskunftswerk über alle Aspekte des internationalen Goldmarktes.
1991 erschien Güter und Ungüter, hrsg. von Hans Gerd Fuchs, Alfred Klose und Rolf Kramer. Eine Freundesgabe für Gerhard Merk zum 60. Geburtstag. In diesem Sammelband gehen zehn Autoren aus verschiedenen Disziplinen der Frage nach, ob und inwieweit die von Gerhard Merk eingeführte und im Haupttitel zum Ausdruck kommende Unterscheidung sinnvoll, zweckmäßig und erforderlich ist.
Im gleichen Jahr erschien Blicke auf Jung-Stilling. Festschrift zum 60. Geburtstag von Gerhard Merk. Mit der Jung-Stilling-Forschung beschäftigte Fachleute beschäftigten sich darin mit mehreren Aspekten der Person und des Werkes von Jung-Stilling.

## Schriften (Auszug)
- Wissenschaftliche Marktforschung. Duncker & Humblot, Berlin 1962.
- Einführung in die Geldlehre. Fritz Knapp Verlag, Frankfurt am Main 1974, ISBN 3-7819-2900-0.
- Programmierte Einführung in die Volkswirtschaftslehre, 4 Bde. Betriebswirtschaftlicher Verlag Dr. Gabler, Wiesbaden 1973–1975.
  - Bd. 1: Grundlagen
  - Bd. 2: Haushalte, Unternehmen und Markt
  - Bd. 3: Geldwesen, Makrogleichgewicht und Wachstumskräfte
  - Bd. 4: Wachstum, Staat und Verteilung
- Grundlehren der Nationalökonomik, 2 Bde. Fritz Knapp Verlag, Frankfurt am Main 1975.
- Mikroökonomik. Verlag Kohlhammer, Stuttgart 1976.
- Zur Begrenzung der Offensivwerbung. Duncker & Humblot, Berlin 1977, ISBN 3-428-03958-0.
- Grundbegriffe der Erkenntnislehre für Ökonomen. Duncker & Humblot, Berlin 1985, ISBN 3-428-05891-7 (Digitalisat, kostenfrei)

Daneben wirkte Gerhard Merk als Herausgeber mehrerer Werke mit und veröffentlichte an die 70 Artikel in wissenschaftlichen Zeitschriften zur Volkswirtschaftslehre, Marktforschung, Sozialethik und Wirtschaftspädagogik. Pseudonym erschienen aus seiner Feder mehrere literarische Werke.
Seit 1995 stellte Gerhard Merk zur kostenlosen Nutzung sein Finanzlexikon in das Internet. Das Lexikon enthält zu den jeweiligen Stichwörtern neben einer englischen Übersetzung auch Literaturhinweise auf entsprechende Veröffentlichungen der Deutschen Bundesbank und der Europäischen Zentralbank. Auch seltene Ausdrücke der Finanzgeschichte sind in diese Sammlung aufgenommen.